# Robert Benchley
Robert Charles Benchley (Worcester, Massachusetts; 15 de septiembre de 1889-Nueva York, 21 de noviembre de 1945) fue un actor, crítico teatral y humorista estadounidense. Fue el abuelo de Peter Benchley, autor de la obra escrita Tiburón.

## Biografía
Se graduó en la Universidad Harvard y rápidamente pasó a formar parte del personal laboral de la publicación Life en 1920. Fue miembro de la Algonquin Round Table, desempeñándose como crítico escénico para la revista The New Yorker desde 1929 hasta 1940 y donde escribió bajo el seudónimo de Guy Fawkes.
Además, interpretó varios papeles secundarios en muchas películas, pero es más conocido por sus más de 40 cortometrajes, como How to Sleep, corto ganador de un premio Oscar en 1934.